# 栗田敏
栗田 敏（くりた とし、1888年（明治21年）11月6日 - 没年不明）は、大正から昭和時代前期の公吏。東京市蒲田区長。

## 経歴
茨城県出身。1913年（大正2年）中央大学を卒業し、東京市に奉職する。文書課文書係長、本郷区会計課長、同税務課長兼戸籍兵事課長、同庶務課長、日本橋区庶務課長などを経て、1940年（昭和15年）12月、蒲田区長に就任し、1942年（昭和17年）9月まで務めた。